# 天国の大罪
『天国の大罪』（てんごくのたいざい）とは、1992年に東映系劇場で公開された、吉永小百合主演の日本映画である。
本作は近未来、人種の坩堝と化した東京都を舞台に、外国人街を牛耳るマフィアのボスと出会った、上司との不倫に悩む女検事の流転の人生をサスペンスタッチで描く。「日本モスキート街」「家族」の2部構成になっている。

## あらすじ

### 日本モスキート街
東京地検特捜部の検事・衣畑遼子は、上司の田辺邦夫と10年にわたる肉体関係が続き、彼女も田辺の子を身ごもっていた。妻帯者である田辺は中絶を望んでいたが、遼子は今堕胎すると一生子供が産めなくなるという考えから、それを拒否していた。
ある日、外国人街「モスキート街」に潜入していた検察の密偵が殺され、チャイニーズ・マフィアの黄亢虎が逮捕される。田辺と遼子は組織の大幹部である蔡文華をマークするが、蔡の話術に遼子がはまり、獄中の黄を自殺に追い込む。これを機に遼子は田辺との関係を清算し、検事を辞した後は弁護士となり、田辺との子である孝彦を育てていた。ある日、かつて彼女が摘発した奈良本によって孝彦が誘拐されるが、蔡の協力を得て救出される。

### 家族
誘拐事件以来、遼子と蔡は内縁関係となり、2歳になった孝彦との関係も良好だったが、蔡は世界的麻薬組織の幹部という裏の顔があったため、いつまでもこの幸せが続くとは考えにくかった。
そんな中、組織の大口取引を知った遼子は、田辺から麻薬組織の内情を明かせば蔡を不起訴にするという取引に応じ、結果として組織の全員が逮捕された。300万ドルの賞金首となった蔡は犯罪ビジネスから足を洗い、遼子母子と共に国外の自然豊かな土地へ新天地を求める。そこへ組織の刺客が蔡を襲撃するが、遼子は激しい銃撃戦の末に彼らを葬り去ると、重傷を負った蔡と孝彦を連れて何処へともなく去って行った。

## キャスト
- 衣畑遼子：吉永小百合
- 田辺邦夫：松方弘樹
- 葵文華：オマー・シャリフ
- 黄亢虎：西田敏行（特別出演）
- 青木啓一：東山紀之（特別出演）
- 奈良木：清水綋治
- 鳥海：勝部演之
- 田辺千恵：本阿弥周子
- 福沢：斉藤暁
- 衣畑郁人：河上郁人
- 書店員∶南野陽子（ノンクレジット）
- 大林丈史
- 中山幸一
- 宮路佳具
- 村添豊徳
- 小沢秀高
- 元木行哉
- 岡田祐一
- 稲山玄
- 加藤千秋
- 岡田祐一

## 主題歌
- 「Woman's Love」（キティレコード）
  - 歌：高橋洋子、作詞：松井五郎、作曲・編曲：PAROME

## スタッフ
- 企画：岡田裕介、小田久栄門
- エグゼクティブプロデューサー：坂上順、森文弥、長英太郎
- プロデュース：河瀬光、角田朝雄、木村純一
- 脚本：松田寛夫
- 撮影：木村大作
- 美術：小澤秀高
- 照明：増田悦章
- 録音：林鑛一
- 編集：西東清明
- 記録：久保田民子
- 監督補：蔦林淳望
- 助監督：井坂聡
- 制作主任：竹山昌利
- 音楽：星勝、森英治
- 特殊メイク：織田尚
- ガンエフェクト：BIGSHOT
- 宣伝プロデューサー：佐々木嗣郎
- 宣伝：又木たみえ、稲本千香
- 協賛：セシール、伊藤園、ビックカメラ
- カナダロケ協力：カナディアン航空、アルバータ州、リステルホテル
- 製作：東映、テレビ朝日
- 監督：舛田利雄
- 配給：東映

## 制作
- 後半ではカナダロケが行われ、実銃ベースのステージガンも使われた。
- 近未来の東京の外国人街として、東映東京撮影所敷地内に縦110メートル・横25メートルの大きさの、雑居ビル街のオープンセットが建てられた。このセットは撮影終了後に『恐竜戦隊ジュウレンジャー』や、映画『仮面ライダーZO』での敵生物の市街地襲撃シーンにて爆破使用された。